# پدروبا
پدروبا (به ایتالیایی: Pederobba) یک کومونه در ایتالیا است که در استان ترویزو واقع شده‌است.

## خصوصیات
پدروبا ۲۹٫۳ کیلومترمربع مساحت و ۷٬۲۸۵ نفر جمعیت دارد.

## خواهرخوانده
شهر Hettange-Grande خواهرخواندهٔ پدروبا هست.